# Solanum adscendens
Solanum adscendens är en potatisväxtart som beskrevs av Otto Sendtner. Solanum adscendens ingår i släktet skattor som ingår i familjen potatisväxter. Inga underarter finns listade i Catalogue of Life.